# 9473 Ghent
9473 Ghent (1998 OO14) là một tiểu hành tinh vành đai chính được phát hiện ngày 26 tháng 7 năm 1998 bởi Eric Walter Elst ở La Silla.